# Ares Design Panther ProgettoUno
L'Ares Design Panther ProgettoUno est une supercar produite à 21 exemplaires par le constructeur automobile italien Ares Design à partir de 2020.

## Présentation
L'Ares Design Panther ProgettoUno est présentée le 9 juillet 2020. Son design s'inspire grandement de la De Tomaso Pantera présentée en 1970 lors du salon de New York.
Le premier prototype est dévoilé en décembre 2017, puis un véhicule de pré-série est exposé au Concours d'élégance Villa d'Este en 2019.

## Caractéristiques techniques
La Panther ProgettoUno repose sur la plateforme technique de la Lamborghini Huracán.

### Motorisation
La GT d'Ares Design hérite du moteur V10 5.2 litres de l'Huracán dans sa version 600 ch ainsi que sa boîte de vitesse robotisé à double embrayage 7 rapports qui transmet sa puissance aux quatre roues motrices.